# Narin (folyó)
A Narin Kirgizisztán legnagyobb és leghosszabb folyója.

## Útvonala

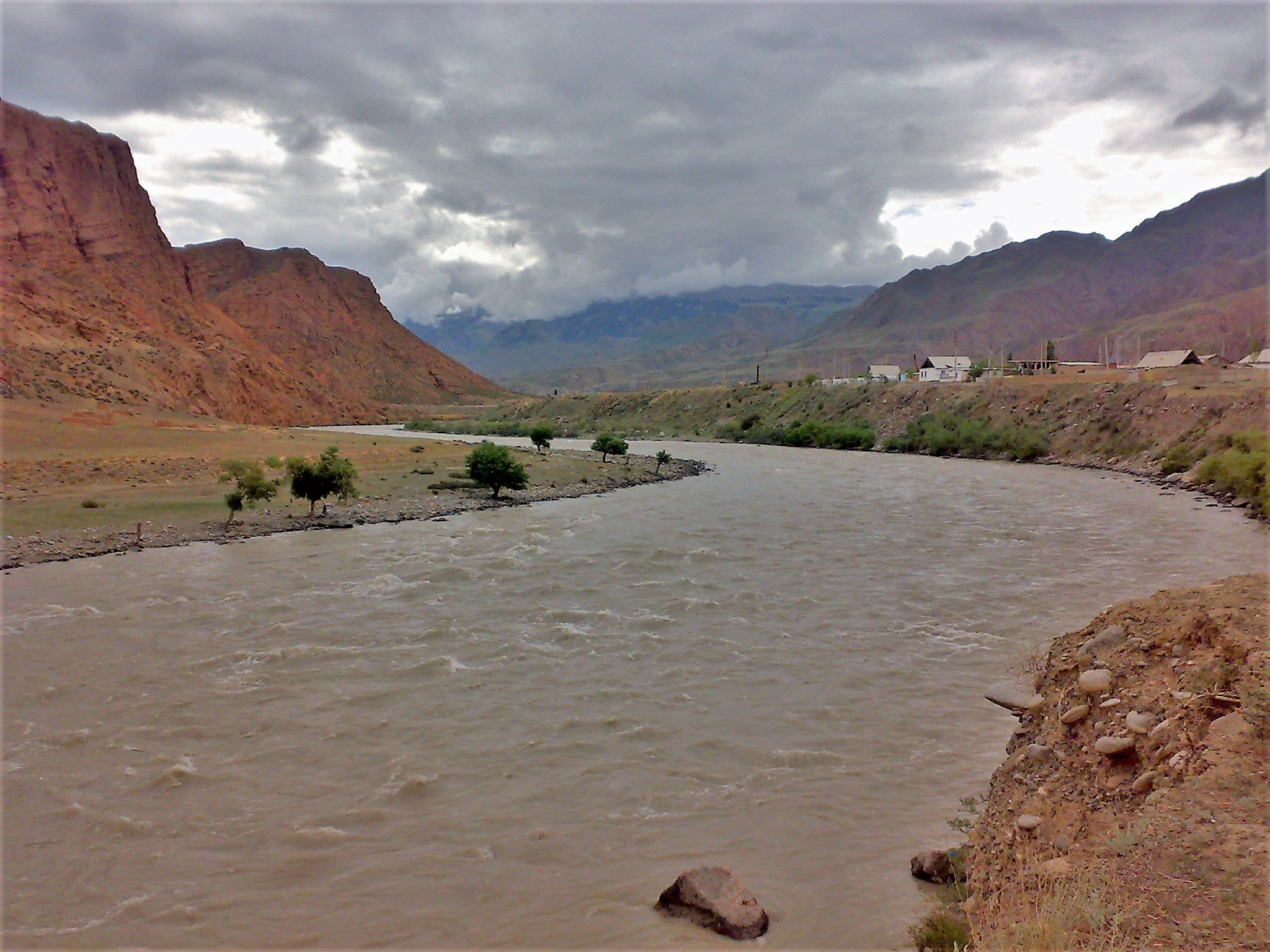
Narin folyó

A folyó Kirgizisztán magashegységeiben ered, majd a lakottabb területre ér. Itt a nyolcvanas években sok vízierőművet építettek. A folyó Tádzsikisztán közelében találkozik a Kara-darjával, és Szir-darja néven folytatják utukat.

## Fordítás
- Ez a szócikk részben vagy egészben  a   Naryn river című angol Wikipédia-szócikk ezen változatának fordításán alapul.  Az eredeti cikk szerkesztőit annak laptörténete sorolja fel. Ez a jelzés csupán a megfogalmazás eredetét és a szerzői jogokat jelzi, nem szolgál a cikkben szereplő információk forrásmegjelöléseként.